# Diocesi di Włocławek

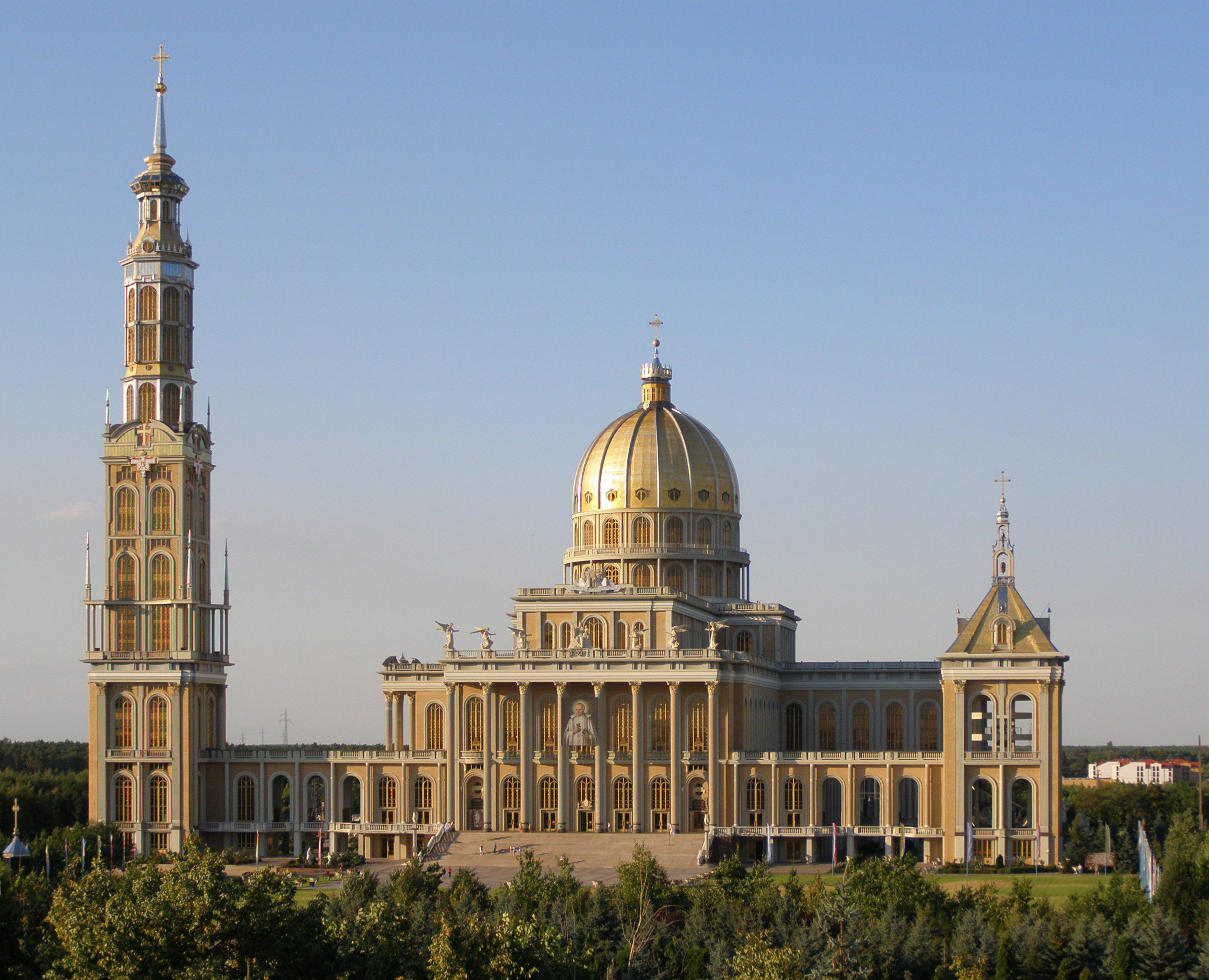
La basilica di santa Maria a Licheń Stary

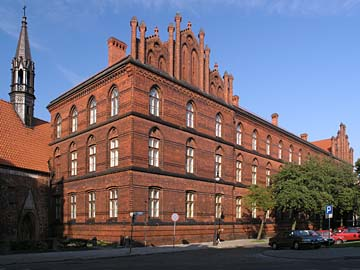
Il seminario maggiore a Włocławek

La diocesi di Włocławek (in latino Dioecesis Vladislaviensis) è una sede della Chiesa cattolica in Polonia suffraganea dell'arcidiocesi di Gniezno. Nel 2022 contava 748.506 battezzati su 758.348 abitanti. È retta dal vescovo Krzysztof Jakub Wętkowski.

## Territorio
La diocesi comprende la parte sud-orientale del Voivodato della Cuiavia-Pomerania, la parte orientale del voivodato della Grande Polonia e la parte occidentale del voivodato di Łódź.
Sede vescovile è la città di Włocławek, dove si trova la cattedrale dell'Assunzione di Maria Vergine. In diocesi sorgono tre basiliche minori: la basilica di Ognissanti a Sieradz, la basilica della Madre di Dio Addolorata Regina della Polonia a Licheń Stary e la basilica dell'Assunzione della Beata Vergine Maria a Zduńska Wola.
Il territorio è suddiviso in 32 decanati e in 233 parrocchie.

## Storia
La diocesi di Włocławek fu eretta nel 996. Dal 1000 fu suffraganea dell'arcidiocesi di Gniezno.
Dal XII secolo fu nota anche come diocesi di Cuiavia e Pomerania.
Il 16 agosto 1569 fu istituito il seminario diocesano in ossequio ai decreti del Concilio di Trento.
Dal 30 giugno 1818 per effetto della bolla Ex imposita nobis di papa Pio VII assunse il nome di diocesi di Cuiavia-Kalisz e divenne suffraganea dell'arcidiocesi di Varsavia. La residenza dei vescovi era a Kalisz. Questa bolla decise l'annessione di tutti quei territori della sede di Gniezno che, dopo le spartizioni della Polonia e le decisioni del congresso di Vienna, si vennero a trovare sotto il controllo russo nel cosiddetto Regno del Congresso.
Il 28 ottobre 1925 in forza della bolla Vixdum Poloniae unitas di papa Pio XI ha assunto il nome attuale ed è tornata ad essere suffraganea di Gniezno. Contestualmente, furono rivisti i confini della diocesi: perse un terzo del suo territorio a vantaggio della diocesi di Łódź e per l'erezione della nuova diocesi di Częstochowa (oggi queste sedi sono entrambe arcidiocesi); acquisì in compenso 20 parrocchie dalla diocesi di Płock e 8 dalla stessa diocesi di Łódź.
Durante l'occupazione tedesca della Polonia, il vescovo ausiliare Michał Kozal venne internato nel campo di concentramento di Dachau e morì durante la detenzione. È stato beatificato nel 1987.
Il 25 marzo 1992, in seguito alla riorganizzazione delle diocesi polacche voluta da papa Giovanni Paolo II con la bolla Totus tuus Poloniae populus, ha ceduto una porzione del suo territorio a vantaggio dell'erezione della diocesi di Kalisz.
Nel 2004 è stata consacrata la grande basilica del santuario mariano di Licheń Stary.
Il 23 marzo dello stesso anno Włocławek ha ceduto 27 parrocchie all'arcidiocesi di Gniezno.

## Cronotassi dei vescovi
Si omettono i periodi di sede vacante non superiori ai 2 anni o non storicamente accertati.
- Swidger † (1128 ? - 1151 ?)
- Onold † (1151 ? - 1160 ?)
- Rudger † (1160 ? - 1170 ?)
- Werner † (1170 ? - 1178 ?)
- Wunelf † (1178 ? - 1190 ?)
- Stefan † (1191 - 1198 deceduto)
- Ogerius † (1198 - 1207 deceduto)
- Bartha † (1203 - 1215 deceduto)
- Michael Godziemba † (1215 - 19 dicembre 1252 deceduto)
- Wolimir † (1253 - 1271 deceduto)
- Albierz (Wojciech) † (1271/1275 - 5 dicembre 1283 deceduto)
- Wislaw † (1283 - 27 novembre 1300 deceduto)
- Gerward † (11 settembre 1319 - 1º novembre 1323 deceduto)
- Maciej z Gołańczy † (3 dicembre 1323 - 1364 dimesso)
- Zbylut z Wąsoczy † (4 dicembre 1364 - 1383 deceduto)
  - Trojan † (1383 - 1383) (vescovo eletto)
- Jan Kropidło † (1384 - 19 marzo 1389 nominato arcivescovo di Gniezno)
- Henryk Legnicki † (14 maggio 1389 - 11 dicembre 1398 deceduto)
- Mikołaj Kurowski † (26 aprile 1399 - 23 gennaio 1402 nominato arcivescovo di Gniezno)
- Jan Kropidło † (27 gennaio 1402 - 3 marzo 1421 deceduto) (per la seconda volta)
- Jan Pella † (20 ottobre 1421 - 24 aprile 1427 deceduto)
- Jan Szafraniec † (10 settembre 1428 - 28 luglio 1433 deceduto)
- Władysław Oporowski † (1º marzo 1434 - 25 giugno 1449 nominato arcivescovo di Gniezno)
- Mikołaj Lasocki † (17 giugno 1449 - 9 settembre 1450 deceduto)
- Jan Gruszczyński † (12 gennaio 1451 - 14 dicembre 1463 nominato vescovo di Cracovia)
- Jan Lutek † (14 dicembre 1463 - 19 ottobre 1464 nominato vescovo di Cracovia)
- Jakub Sieniński † (19 ottobre 1464 - 17 dicembre 1473 nominato arcivescovo di Gniezno)
- Zbigniew Oleśnicki † (11 dicembre 1473 - 12 ottobre 1481 nominato arcivescovo di Gniezno)
- Andrzej (Jedrzej) Oporowski † (12 ottobre 1481 - 1483 deceduto)
- Piotr Moszyński † (20 ottobre 1483 - 7 marzo 1494 deceduto)
- Krzesław Kurozwęcki † (17 ottobre 1494 - 5 aprile 1503 deceduto)
- Wincenty Przerębski † (29 novembre 1503 - 20 settembre 1513 deceduto)
- Maciej Drzewicki † (4 novembre 1513 - 4 agosto 1531 nominato arcivescovo di Gniezno)
- Jan Karnkowski † (4 agosto 1531 - 2 dicembre 1537 deceduto)
- Łukasz Górka † (25 giugno 1538 - 3 ottobre 1542 deceduto)
- Mikołaj Dzierzgowski † (30 marzo 1543 - 19 febbraio 1546 nominato arcivescovo di Gniezno)
- Andrzej Zebrzydowski † (19 febbraio 1546 - 25 febbraio 1551 nominato vescovo di Cracovia)
- Jan Drohojowski † (25 febbraio 1551 - 25 giugno 1557 deceduto)
  - Sede vacante (1557-1561)
- Jakub Uchański † (2 giugno 1561 - 31 agosto 1562 nominato arcivescovo di Gniezno)
- Mikołaj Wolski † (31 agosto 1562 - 1567 deceduto)
- Stanisław Karnkowski † (1º ottobre 1567 - 7 agosto 1581 nominato arcivescovo di Gniezno)
- Hieronim Rozdrażewski † (6 novembre 1581 - 6 febbraio 1600 deceduto)
- Jan Tarnowski † (12 giugno 1600 - 29 marzo 1604 nominato arcivescovo di Gniezno)
- Piotr Tylicki † (14 giugno 1604 - 15 gennaio 1607 nominato vescovo di Cracovia)
- Wojciech Baranowski † (14 maggio 1607 - 28 luglio 1608 nominato arcivescovo di Gniezno)
- Maciej Pstrokoński † (5 novembre 1608 - 1609 deceduto)
- Wawrzyniec Gembicki † (9 aprile 1610 - 14 marzo 1616 nominato arcivescovo di Gniezno)
- Paweł Wołucki † (18 maggio 1616 - 15 novembre 1622 deceduto)
- Andrzej Lipski † (20 novembre 1623 - 2 dicembre 1630 nominato vescovo di Cracovia)
- Maciej Łubieński † (24 marzo 1631 - 27 novembre 1641 nominato arcivescovo di Gniezno)
- Mikołaj Wojciech Gniewosz † (13 gennaio 1642 - 7 ottobre 1654 deceduto)
- Kazimierz Florian Czartoryski † (31 maggio 1655 - 27 novembre 1673 nominato arcivescovo di Gniezno)
- Jan Gembicki † (12 marzo 1674 - marzo 1675 deceduto)
  - Sede vacante (1675-1677)
- Stanisław Sarnowski † (24 maggio 1677 - 11 dicembre 1680 deceduto)
- Bonawentura Madaliński † (2 giugno 1681 - 11 novembre 1691 deceduto)
- Stanisław Dąbski † (7 luglio 1692 - 30 marzo 1700 nominato vescovo di Cracovia)
- Stanisław Szembek † (21 giugno 1700 - 7 giugno 1706 nominato arcivescovo di Gniezno)
- Felicjan Konstanty Szaniawski † (25 giugno 1706 - 3 luglio 1720 nominato vescovo di Cracovia)
- Karol Antoni Szembek † (22 luglio 1720 - 22 giugno 1739 nominato arcivescovo di Gniezno)
- Adam Stanisław Grabowski † (15 luglio 1739 - 18 settembre 1741 nominato arcivescovo di Varmia)
- Walentyn Czapski, O.Cist. † (20 dicembre 1741 - 4 marzo 1751 deceduto)
- Antoni Dembowski † (18 dicembre 1752 - 17 settembre 1763 deceduto)
- Antoni Kazimierz Ostrowski † (17 settembre 1763 succeduto - 23 giugno 1777 nominato arcivescovo di Gniezno)
- Józef Ignacy Rybiński † (23 giugno 1777 succeduto - 4 gennaio 1806 deceduto)
  - Sede vacante (1806-1815)
- Franciszek Skarbek von Malczewski † (4 settembre 1815 - 2 ottobre 1818 nominato arcivescovo di Varsavia)
- Andrzej Wołłowicz † (29 marzo 1819 - 9 marzo 1822 deceduto)
- Józef Szczepan Koźmian † (10 marzo 1823 - 29 gennaio 1831 deceduto)
  - Sede vacante (1831-1836)
- Walenty Maciej Tomaszewski † (21 novembre 1836 - 18 gennaio 1851 deceduto)
  - Mikołaj Błocki † (17 febbraio 1851 - 28 febbraio 1851 deceduto) (vescovo eletto)
  - Sede vacante (1851-1856)
- Jan Michał Marszewski † (18 settembre 1856 - 12 marzo 1867 deceduto)
  - Christian Stasiecki † (1867 - 1875) (vescovo eletto)
- Wincenty Teofil Popiel † (5 luglio 1875 - 15 marzo 1883 nominato arcivescovo di Varsavia)
- Aleksander Kazimierz Bereśniewicz † (15 marzo 1883 - novembre 1901 dimesso)[7]
- Stanisław Kazimierz Zdzitowiecki † (9 giugno 1902 - 11 febbraio 1927 deceduto)
- Władysław Krynicki † (21 novembre 1927 - 7 dicembre 1928 deceduto)
- Karol Mieczysław Radoński † (5 aprile 1929 - 16 marzo 1951 deceduto)
- Antoni Pawłowski † (16 marzo 1951 succeduto - 16 settembre 1968 deceduto)[8]
- Jan Zaręba † (20 ottobre 1969 - 22 novembre 1986 deceduto)
- Henryk Muszyński (19 dicembre 1987 - 25 marzo 1992 nominato arcivescovo di Gniezno)
- Bronisław Dembowski † (25 marzo 1992 - 25 marzo 2003 ritirato)
- Wiesław Alojzy Mering (25 marzo 2003 - 27 aprile 2021 ritirato)
- Krzysztof Jakub Wętkowski, dal 27 aprile 2021

## Statistiche
La diocesi nel 2022 su una popolazione di 758.348 persone contava 748.506 battezzati, corrispondenti al 98,7% del totale.
| anno | popolazione | popolazione | popolazione | presbiteri | presbiteri | presbiteri | presbiteri                | diaconi | religiosi | religiosi | parrocchie |
| anno | battezzati  | totale      | %           | numero     | secolari   | regolari   | battezzati per presbitero | diaconi | uomini    | donne     | parrocchie |
| ---- | ----------- | ----------- | ----------- | ---------- | ---------- | ---------- | ------------------------- | ------- | --------- | --------- | ---------- |
| 1950 | 994.000     | 1.004.000   | 99,0        | 431        | 361        | 70         | 2.306                     |         |           |           | 249        |
| 1970 | 953.670     | 956.600     | 99,7        | 593        | 495        | 98         | 1.608                     |         | 207       | 750       | 258        |
| 1980 | 1.086.590   | 1.094.680   | 99,3        | 621        | 509        | 112        | 1.749                     |         | 315       | 695       | 273        |
| 1990 | 1.052.728   | 1.103.042   | 95,4        | 671        | 568        | 103        | 1.568                     |         | 371       | 735       | 300        |
| 1999 | 855.060     | 874.792     | 97,7        | 622        | 495        | 127        | 1.374                     |         | 281       | 459       | 255        |
| 2000 | 844.255     | 864.732     | 97,6        | 622        | 497        | 125        | 1.357                     |         | 281       | 461       | 256        |
| 2001 | 851.629     | 872.853     | 97,6        | 616        | 493        | 123        | 1.382                     |         | 275       | 451       | 256        |
| 2002 | 847.428     | 866.075     | 97,8        | 629        | 504        | 125        | 1.347                     |         | 287       | 463       | 256        |
| 2003 | 837.244     | 863.321     | 97,0        | 630        | 508        | 122        | 1.328                     |         | 281       | 463       | 256        |
| 2004 | 839.694     | 859.725     | 97,7        | 640        | 507        | 133        | 1.312                     |         | 300       | 435       | 256        |
| 2010 | 767.511     | 775.245     | 99,0        | 555        | 465        | 90         | 1.382                     |         | 168       | 402       | 232        |
| 2014 | 762.750     | 769.937     | 99,1        | 568        | 481        | 87         | 1.342                     |         | 124       | 328       | 232        |
| 2017 | 743.196     | 750.751     | 99,0        | 608        | 473        | 135        | 1.222                     |         | 182       | 315       | 232        |
| 2020 | 751.340     | 760.743     | 98,8        | 585        | 472        | 113        | 1.284                     | 2       | 163       | 325       | 233        |
| 2022 | 748.506     | 758.348     | 98,7        | 566        | 460        | 106        | 1.322                     | 1       | 148       | 315       | 233        |